# Rödhuvad hackspett
Rödhuvad hackspett (Melanerpes erythrocephalus) är en nordamerikansk fågel i familjen hackspettar inom ordningen hackspettartade fåglar.

## Utseende och läten
Rödhuvad hackspett är en 24 cm lång medlem av familjen med omisskännlig fjäderdräkt: lysande rött på huvud, hals, strupe och övre delen av bröstet, svart mantel och stjärt, vit övergump och svarta vingar med vita armpennor. Ungfågeln har det röda ersatt av brunt och uppvisar ett svart band på de vita armpennorna. Lätet återges i engelsk litteratur som ett hest "queeah" eller "queerp", kortare och svagare än karolinaspettens. Fågeln trummar medelsnabbt och medellångt.

## Utbredning och systematik
Fågeln förekommer i östra Nordamerika från södra Kanada till Mexikanska golfen och Florida. De nordliga populationerna flyttar vintertid söderut. Den behandlas som monotypisk, det vill säga att den inte delas in i några underarter.

## Levnadssätt
Rödhuvad hackspett hittas i öppna, parkliknande skogsområden, men även på hyggen där några få träd har lämnats. Den är rätt social och kan forma små, lösa flockar.

### Föda och häckning
Födan består av insekter, frukt och frön. Likt kråkspetten)fångar den också insekter i luften. Fågeln hackar vanligen ut sitt eget bo i ett dött träd eller döda grenar på levande träd som tall, lönn, björk och poppel. Den kan också använda sig av naturliga hål. Olikt många andra hackspettar återanvänder den ofta boet år efter år. Den lägger en till två kullar med tre till tio helvita ägg som ruvas i tolv till 14 dagar. Efter ytterligare 24 till 31 dagar är ungarna flygga.

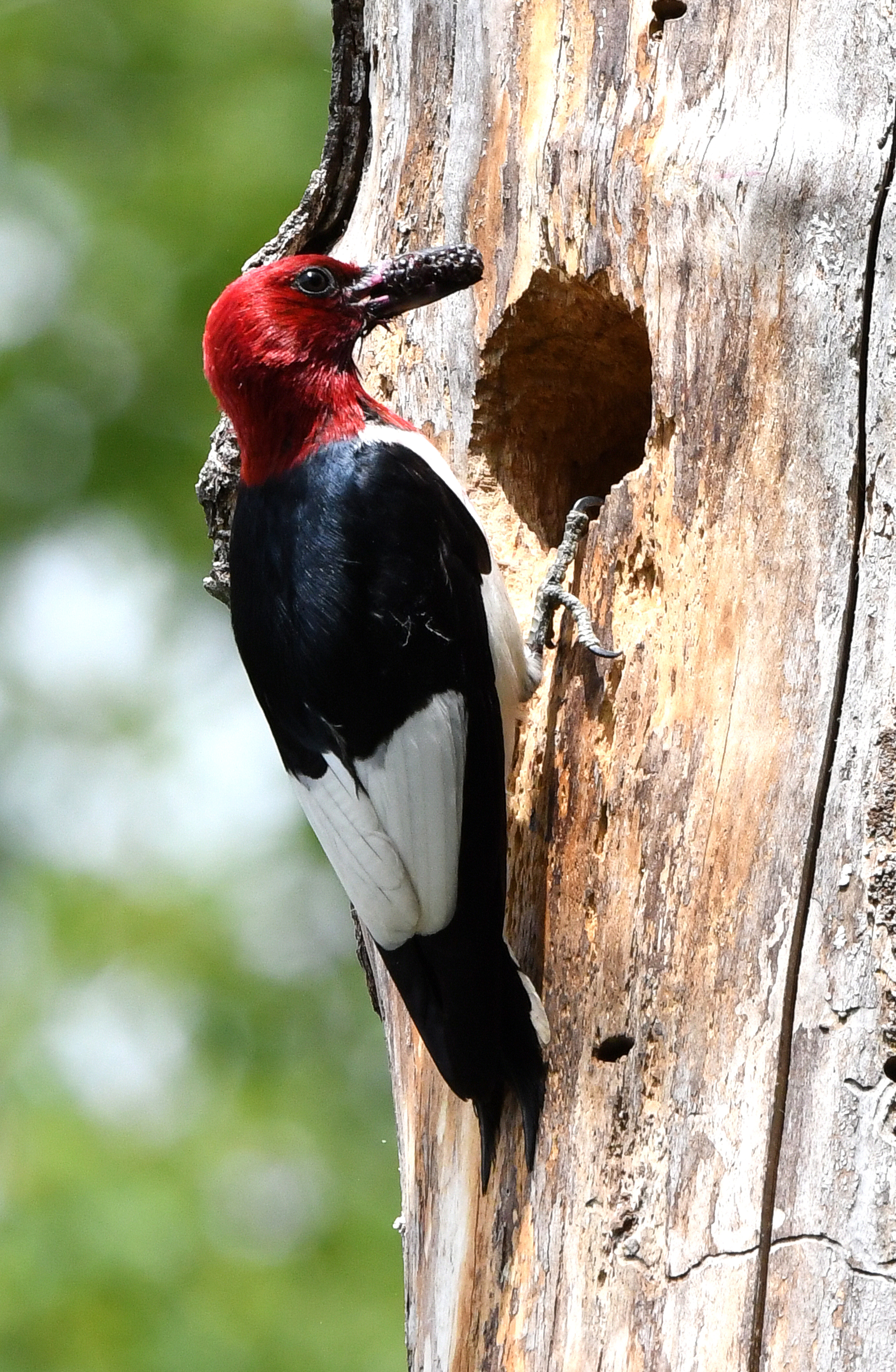
Rödhuvad hackspett med föda till ungar.

## Status och hot
Arten har ett stort utbredningsområde och en stor population, men tros minska i antal, dock inte tillräckligt kraftigt för att den ska betraktas som hotad. Internationella naturvårdsunionen IUCN kategoriserar därför arten som livskraftig (LC). Den har dock minskat historiskt med hela 70% mellan 1966 och 2014. Världspiopulationen uppskattas till 1,2 miljoner häckande individer.